# Pozo Cañada

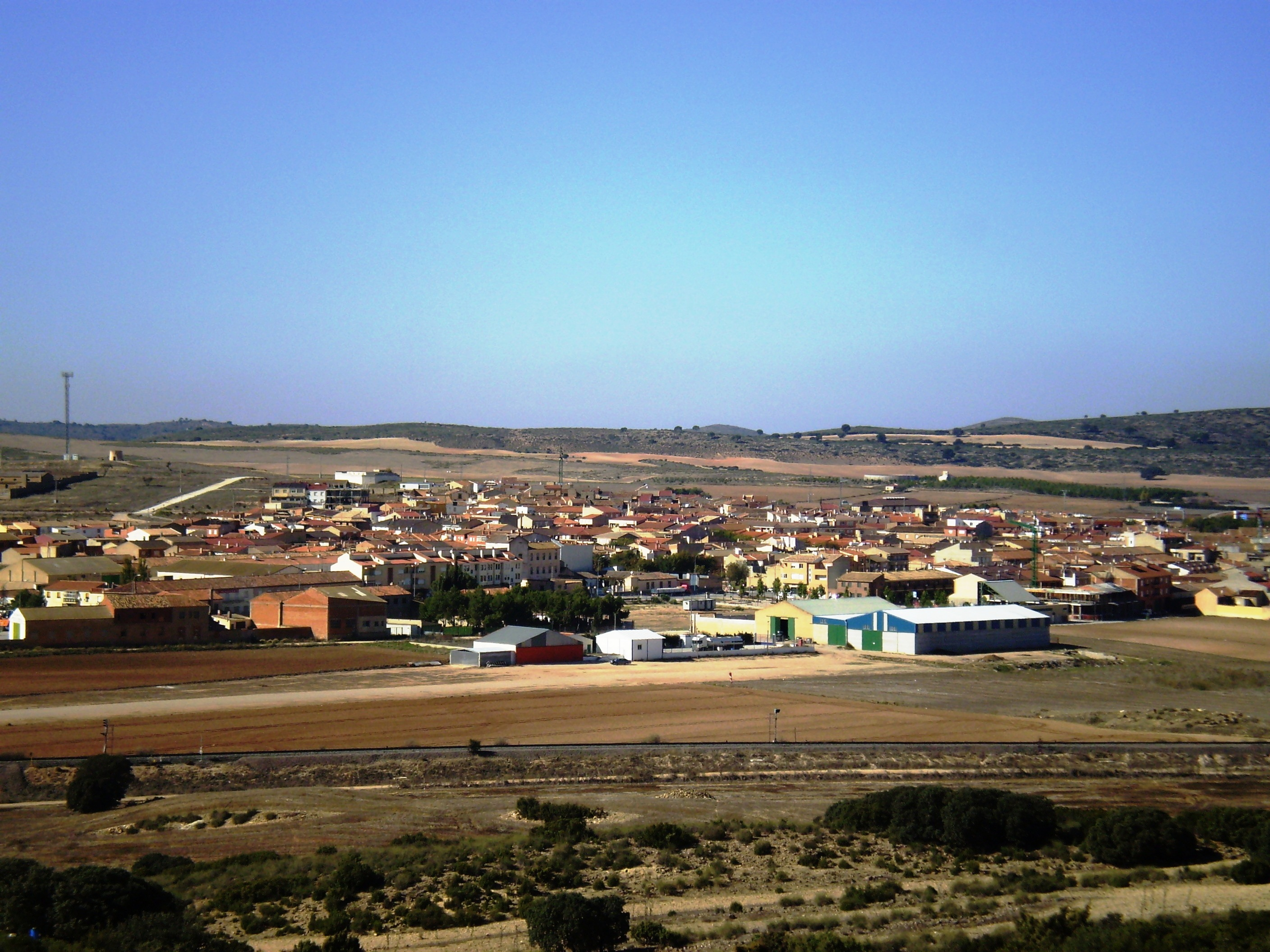
Cảnh Pozo Cañada.

Pozo Cañada là một đô thị ở tỉnh Albacete nằm ở cộng đồng tự trị Castile-La Mancha của Tây Ban Nha. Đô thị Vilagrassa có diện tích là 117,16 ki-lô-mét vuông, dân số năm 2009 là 2885 người với mật độ 24,62 người/km². Đô thị Vilagrassa có cự ly km so với tỉnh lỵ Albacete.